# Priwolnoje (Kaliningrad, Selenogradsk)
Priwolnoje (russisch Привольное, deutsch Gunthenen) ist ein Ort in der russischen Oblast Kaliningrad. Er gehört zur kommunalen Selbstverwaltungseinheit Stadtkreis Selenogradsk im Rajon Selenogradsk.

## Geographische Lage
Priwolnoje liegt 23 Kilometer nordöstlich der Stadt Kaliningrad (Königsberg) an der Kommunalstraße 27K-044, die Nekrassowo (Liska-Schaaken) mit Chrabrowo (Powunden) verbindet. Eine Bahnanbindung besteht nicht.

## Geschichte
Das bis 1946 Gunthenen genannte Dorf wurde im Jahre 1299 gegründet. 
Im Jahre 1874 wurde es in den neu errichteten Amtsbezirk Lobitten (heute russisch: Lugowskoje) eingegliedert, der bis 1939 zum Landkreis Königsberg (Preußen), von 1939 bis 1945 zum Landkreis Samland im Regierungsbezirk Königsberg der preußischen Provinz Ostpreußen gehörte. Am 1. April 1939 gab Gunthenen seine Eigenständigkeit auf und wurde in den Nachbarort Korreynen (russisch: Dubrawa, jetzt: Chrabrowo) eingemeindet. 
Infolge des Zweiten Weltkrieges kam das Dorf aufgrund seiner Lage in Nordostpreußen zur Sowjetunion. Der Ort erhielt im Jahr 1947 wieder eigenständig die russische Bezeichnung Priwolnoje und wurde gleichzeitig dem Dorfsowjet Nowoselski selski Sowet im Rajon Gurjewsk zugeordnet. Später gelangte der Ort in den Muromski selski Sowet im Rajon Selenogradsk. Von 2005 bis 2015 gehörte Priwolnoje zur Landgemeinde Kowrowskoje selskoje posselenije und seither zum Stadtkreis Selenogradsk.

### Einwohnerentwicklung
| Jahr | Einwohner |
| ---- | --------- |
| 1910 | 179       |
| 1925 | 219       |
| 1933 | 196       |
| 2002 | 68        |
| 2010 | 61        |

## Kirche
Mit seiner fast ausnahmslos evangelischen Bevölkerung war Gunthenen vor 1945 in das Kirchspiel der Kirche Powunden (russisch: Chrabrowo) eingepfarrt und gehörte so zum Kirchenkreis Königsberg-Land II innerhalb der Kirchenprovinz Ostpreußen der Kirche der Altpreußischen Union. Heute liegt Priwolnoje im Einzugsbereich zweier in den 1990er Jahren neu entstandenen evangelisch-lutherischen Gemeinden: Marschalskoje (Gallgarben) bzw. Selenogradsk (Cranz). Beide sind Filialgemeinden der Auferstehungskirche in Kaliningrad (Königsberg) innerhalb der Propstei Kaliningrad der Evangelisch-lutherischen Kirche Europäisches Russland.